# ابن طي الفقعاني
أبو القاسم علي بن علي بن محمد الفقعاني العامِلي يعرف عمومًا بـابن طي الفقعاني (؟ - 7 جمادى الأُولى 855 / 6 يونيو 1451) فقيه جعفري وشاعر وكاتب شامي من أهل القرن الخامس عشر الميلادي/ التاسع الهجري. من أهل صور. تتلمذ على ابن فهد الحلي. برز في علم الحديث والفقه. وله عدة كتب دينية وقصائد متفرقة.

## سيرته
هو علي بن علي بن محمد جمال الدين بن طيّ، أبو القاسم الفقعاني العاملي. ولد بقرية فَقعية في ساحل صور، أو ينسب إليها. 

في علم الحديث يروي عن جماعة من علماء عصره، منهم: ابن الحسان العيناثي عن ابن سلمان، وابن أبي جامع العاملي عن إسماعيل الرازاني عن الشهيد الأول، وشمس الدين محمد بن عبد الله العريض عن حسن بن أيوب عن عميد الدين. ويروي عنه ابن ابنته شمس الدين محمد بن محمد المؤذن الجزيني، ابن عم الشهيد الأول. 

ومن فتاواه في الوقف: «يصح الوقف على الذمي و يصح أن يقف هو، و كذا يصح وقف الحربي و لا يصح الوقف عليه، و كذا لا يصح الوقف على المرتد إن كان عن فطرة، أما لو كان عن ملة فإنه يصح الوقف عليه و لا يصح وقفهما.» وفي كتاب إحياء الموات «ما ينبت في الأملاك من الأشجار المباحة إذا هذبها صار أولى بها و له أخذها ممن استولى عليها.» ومن كتاب الصلاة «هل أذن النبي(ع)أم لا؟ قالت الإمامية: نعم، خلافا لأكثر الشافعية، قالوا: لو أذن فإما أن يقول: أشهد أن محمدا رسول الله، أو: إني رسول الله، و الأول يخرج به عن جري الكلام، و الثاني يخرج به عن النظم، و لأنه لو قال: حي على الصلاة، لوجب على كل الحضور لوجوب إجابة دعائه، و غاية الجواب عن الأول: إنه منقوض بشهادة الصلاة، و عن الثاني: إن الأمر و الدعاء ليس للإيجاب بل للاستحباب و لا يسلم أنه كغيره.» 

توفي يوم 7 جمادى الأُولى 855 / 6 يونيو 1451.

## شعره
ومن شعره قصيدة يتشوق فيها إلى رؤية ابن فهد ومصاحبته وذلك قبل تلمذه عليه:

## آثاره
من مؤلفاته:
- «الدر المنضود في معرفة صيغ النيات والإيقاعات والعقود»
- «المسائل المفيدة بالألفاظ الحميدة لذي الألباب والبصار السديدة» ويعرف بـ«مسائل ابن طي»، وقد جمع فيه مسائل وفوائد من نفسه وفتاوى من جماعة من العلماء
- «صيغ العقود»، أو «رسالة في العقود والإيقاعات»
- «الحاشية على القواعد والفوائد»، للشهيد الأول، وفرغ من كتابتها في 21 جمادى الآخرة 835